# كارل يونكر
كارل يونكر (بالألمانية: Carl Junker)‏ هو مهندس ومهندس معماري نمساوي، ولد في 18 يونيو 1827 في Sankt Egyden am Steinfeld ‏ في النمسا، وتوفي في 17 مايو 1882 في فيينا في النمسا.